# Харрисон, Тиллсон
Тиллсон Левер Харрисон (7 января 1881 — 10 января 1947 г.г.) — канадский врач, офицер и искатель приключений. Переехав в Нью-Йорке и поступив на службу в армию Соединённых Штатов в раннем возрасте, позднее он вернулся в Канаду для учёбы в университете Торонто, перед тем как стать практикующим врачом в различных горячих точках, например, начальником медицинского персонала у Панчо Вилья и врачом китайского трудового корпуса, где работало более 200000 человек. После Первой мировой войны он путешествовал по всему Ближнему Востоку, занимаясь лечением венерических заболеваний и работая на рентгеновском аппарате в Лоде, современный Израиль.
После попытки сбежать с одной из своих пациенток из больницы на Ближнем Востоке Харрисон был депортирован в Канаду, но успел спрыгнуть с корабля в Марокко и присоединиться к армии Ирландского Свободного государства. В 1930-е годы он путешествовал по 15 странам, работая там в качестве медика, и служил в качестве врача корабля на лайнере, который пересёк Индийский океан во время Второй мировой войны. С 1946 года вплоть до своей смерти он помогал работе Администрации помощи и восстановления Объединённых Наций (ЮНРРА) в Китае, сумев спасти многие жизни.
К концу своей жизни Харрисон мог говорить на шести языках, участвовал в семи войнах и был женат на четырёх женщинах одновременно. Его дочь Розалинда свидетельствовала, что персонаж Индианы Джонса был основан по нему. По словам Розалинды, продюсеры Джордж Лукас и Стивен Спилберг связались с ней после смерти её отца и провели ряд интервью, в ходе которых она многое рассказала им о его жизни.